# Joël Girard
Joël Girard, né le 1er novembre 1951 à Sainte-Pezenne, est un tireur français dont la spécialité est le tir sportif : Fosse universelle et Fosse olympique.
Il a commencé le tir sur cible à 12 ans et pratique le tir sur plateaux depuis plus de quarante ans. S’entraînant fréquemment sur les stands de tir de Fouras (club actuel) et de Niort. En 2013, il devient champion du monde toutes catégories en plus d'avoir été sacré champion de France et 3e au championnat d'Europe de la même année. À 62 ans, il devient ainsi le plus âgé à devenir champion du monde toutes catégories.

## Palmarès[2],[3],[4]

### Championnats du monde
Classement individuel « Fosse Universelle ».
- Médaille de bronze au championnat du monde (SV) en 2007 à Tanger (Maroc).
- Médaille d'or au championnat du monde (Scratch) en 2013 à Maribor (Slovénie).
- Médaille d'argent au championnat du monde en 2012 (V) à Pinhal (Portugal).
- Médaille de bronze au championnat du monde (SV) en 2019 à Ychoux (France).
- Médaille de bronze au championnat du monde (SV) en 2021 à Malaga (Espagne).

Classement par équipe « Fosse Universelle ».
 Médaille de bronze au championnat du monde (SV) en 2007 à Tanger (Maroc).

### Championnats d'Europe
Classement individuel « Fosse Universelle ».
- Médaille d'or au championnat d'Europe en 2008 (V) à Povoa de Varzim (Portugal).
- Médaille d'argent au championnat d'Europe en 2010 (V) à Lazenay (France).
- Médaille de bronze au championnat d'Europe en 2013 (V) à Grenade (Espagne).
- Médaille d'argent au championnat d'Europe en 2014 (V) à Povoa de Varzim (Portugal).
- Médaille de bronze au championnat d'Europe (SV) en 2019 à Maribor (Slovénie).

### Championnats de France
Classement individuel « Fosse Universelle ».
- Médaille d'argent au championnat de France en 2008 (V) à Valence.
- Médaille d'or au championnat de France en 2013 (V) à Ychoux.
- Médaille d'argent au championnat de France en 2017 (SV) à Ychoux.
- Médaille d'argent au championnat de France en 2018 (SV) à Poussan.
- Médaille de bronze au championnat de France en 2019 (SV) à Lazenay.

### Championnats de Ligue
Classement individuel « Fosse Universelle ».
- Médaille d'or au championnat de ligue en 2018 à Ste Neomaye.
- Médaille d'argent au championnat de ligue en 2019 à Ste Neomaye.

### Sélection Nationale Fosse Universelle
Classement individuel « Fosse Universelle ».
- Médaille d'or à la sélection Nationale Fosse Universelle en 2017 (V).
- Médaille d'or à la sélection Nationale Fosse Universelle en 2018 (SV).
- Médaille d'or à la sélection Nationale Fosse Universelle en 2019 (SV).